# 尼亚萨省
尼亚萨省（葡文：Província de Niassa）是莫桑比克11省之一，首府利欣加，总面积129,056平方（49,829平方英里），最高点海拔高度1,836（6,024英尺），2017年人口1,810,794人。